# S. Dariaus och S. Girėno flygplats
S. Dariaus och S. Girėno är en flygplats i Litauen. Den ligger i den centrala delen av landet, 90 km väster om huvudstaden Vilnius. S. Dariaus och S. Girėno ligger 70 meter över havet.
Terrängen runt S. Dariaus och S. Girėno är platt. Runt S. Dariaus och S. Girėno är det mycket tätbefolkat, med 2 028 invånare per kvadratkilometer. Närmaste större samhälle är Kaunas, 2,6 km nordost om flygplatsen. 